# Кураж в два часа
«Кураж в два часа» (англ. Two O'Clock Courage) — фильм нуар режиссёра Энтони Манна, который вышел на экраны в 1945 году.
Фильм рассказывает о человеке, потерявшем память (Том Конуэй), который, кажется, связан с убийством известного театрального продюсера. С помощью таксистки (Энн Разерфорд) он пытается выяснить, кто он такой на самом деле, и является ли он тем убийцей, которого разыскивает полиция.
Критики отметили, что это один из ранних и не самых удачных фильмов признанного режиссёра Энтони Манна, который вскоре раскроет свой творческий потенциал. Несмотря на существенные бюджетные ограничения, в некоторых моментах Манну удаётся продемонстрировать черты своего будущего визуального стиля.

## Сюжет
Туманным вечером на углу улиц Оушен-вью и Арч-стрит элегантно одетый мужчина в состоянии прострации с кровоподтёком на голове (Том Конуэй), спотыкаясь, выходит на проезжую часть, где его едва не сбивает такси, которым управляет Пэтти Митчелл (Энн Разерфорд). Понимая, что с мужчиной что-то не так, Пэтти решает отвезти его в больницу, однако мужчина отказывается. По дороге выясняется, что он не помнит ни своего имени, ни кто он такой, ни вообще ничего из своего прошлого. Пэтти останавливает машину на набережной, и они начинают разбираться в вещах мужчины, пытаясь по ним подобрать зацепки к выяснению, кто он такой. На ленте внутри его шляпы они видят буквы «RD» или «DR», предполагая, что это могут быть его инициалы. В его карманах обнаруживаются также два корешка от билетов в театр «Империал» и коробок спичек из ресторана «Голубая комната» в гостинице «Ридженси», а также 18 долларов. Однако эти подсказки не помогают, и Пэтти привозит мужчину в полицейский участок за помощью.
Перед входом в участок они видят заголовок в местной газете, сообщающий об убийстве на Оушен-вью продюсера Роберта Диллинга, инициалы которого (RD) совпадают с инициалами на шляпе мужчины. Мужчина начинает подозревать, что он может быть связан с убийством, однако Пэтти уверяет его, что он не похож на убийцу, и увозит от участка. По дороге в газете он читает, что продюсера, вероятно, ограбили, так как при нём не было обнаружено денег, хотя перед этим он взял в кассе 500 долларов. Сообщается также о том, что разыскивается человек, которого приблизительно в это время видели около дома Диллинга. Это высокий мужчина 30-35 лет в тёмном костюме в тонкую полоску, что соответствует описанию спутника Пэтти. Обнаружив в пиджаке внутренний карман, мужчина находит там 500 долларов. Чтобы его не опознали по газетному описанию, Пэтти привозит мужчину к портному, где тот покупает новый костюм. У портного они слышат по радио сообщение, что в убийстве подозревается Дейв Ренник, ещё один человек с инициалами DR, который работал шофёром Диллинга, но недавно был уволен, а сразу после убийства исчез.
Намереваясь выяснить, не является ли он Ренником, мужчина просит Пэтти отвезти его по адресу шофёра, сообщённому по радио. За небольшую сумму уборщица в доме пропускает их в комнату Ренника, сообщая, что работает всего два дня и самого Ренника ещё не видела. Пока они обыскивают пустую квартиру, появляются инспектор полиции Билл Бреннер (Эмори Парнелл) и репортёр Эл Хейли (Ричард Лейн), начиная допрашивать их. Пэтти утверждает, что их зовут мистер и миссис Кларенс Смит, и они поженились лишь несколько часов назад. Однако когда «Кларенс», который работает газетным репортёром в другом городе, прочитал о смерти Диллинга, то увидел в этом хороший материал для статьи и они приехал на квартиру Ренника. Всё ещё сомневаясь в личности «Кларенса», Бреннер решает взять его с собой в дом Диллинга, чтобы там продолжить расследование. На столе у Диллинга «Кларенс» обнаруживает любовные письма, подписанные «Баббс». Полицейские доставляют дворецкого Диллинга по имени Джадсон (Гарольд Де Беккер), который не признаёт в «Кларенсе» шофёра его босса. Джадсон далее сообщает, что слышал как в вечер убийства Диллинг ругался с кем-то в своём кабинете, однако смертельного выстрела не слышал. Джадсон приводит слова собеседника Диллинга, которые он услышал: «… если не прекратишь, то кое-кто может и пульнуть в тебя пару раз». Инспектор находит книгу Диллинга, в которую тот записывал суммы авторских отчислений своим драматургам. Они выясняют, что за пьесу «Угроза» драматург Эванс получал 400 долларов в неделю, хотя должен был получать 800. Полицейские также обнаруживают вырванную страницу из календаря Диллинга, где его рукой отмечено, что на время, соответствующее времени убийства, в него назначена встреча с неким Т.Э. «Кларенс» также обнаруживает рукопись пьесы «Кураж в два часа», которую написал некто Лоренс Тенни. В этот момент Бреннеру из участка сообщают, что портной опознал подозреваемого в убийстве в одном из своих клиентов, который был одет в костюм в мелкую полоску, после чего инспектор задерживает Джадсона, который одет в такой костюм, и увозит его на опознание. Хейли немедленно звонит в газету, сообщая редактору, что по подозрению в убийстве полиция арестовала дворецкого Джадсона.
«Мистер и миссис Смит» уезжают на машине Пэтти, где он отдаёт ей на хранение свои деньги. Однако желая довести дело до конца и выяснить, наконец, кем является мужчина в действительности, пара направляется в «Синюю комнату» в гостинице «Ридженси». В холле гостиницы Хейли по телефону оправдывается перед редактором, что Джадсона оправдали, после чего сообщает об этом «Смитам». Хейли показывает им зале сидящих за столиком популярных актёров — Барбару Борден (Джин Брукс), которая играет главную роль в спектакле «Угроза» в театре «Империал», и Стива Мейтланда (Роланд Дрю). На мгновение задержав свой взгляд на «Кларенсе», актёры быстро уходят из зала.
Затем к «Кларенсу» подходит светская девушка Хелен Картер (Джейн Грир), которая называет его «дорогим Степом» и целует его, после чего приглашает его за свой столик. Хелен говорит, что вчера, когда он не пришёл, она испугалась, что он мог быть замешан в деле Диллинга, потому что поругался с продюсером в лобби театра в ночь убийства. В этот момент к их столику подходит Марк Эванс (Лестер Мэтьюз), автор пьесы, которую продюсировал Диллинг, который, видимо, хорошо знаком с «Кларенсом» и также называет его «Степ». Как объясняет Хелен, она вчера вместе со Степом смотрела пьесу Эванса «Угроза» в театре «Империал». Оказывается, что Степ и Эванс знакомы ещё со школы. Тем временем, Эванс приглашает Хелен на танец, а Степ идёт танцевать с Пэтти. Неожиданно прямо в зале Мейтланд набрасывается на Эванса, и между ними начинается драка, однако драчунов быстро разнимают. После того, как Хелен уходит, Степ навещает Эванса в его номере, где тот объясняет, что Мейтленд постоянно цепляется к нему, после того, как он помешал ему получить роль в своей пьесе. В ходе разговора выясняется, что по-настоящему Степа зовут Тед Эллисон, и он учился также вместе с Лоренсом Тенни, который не так давно покончил жизнь самоубийством, отравившись таблетками, и Эванс обнаружил его мёртвым. Тед говорит Эвансу, что был удивлён тем, что у Диллинга на столе лежала пьеса Тенни, однако Эванс замечает, что Тенни никогда не писал пьес. Сразу после ухода Тед на секунду заглядывает снова к Эвансу и застаёт его в компании Хелен. После этого Тед и Пэтти в поисках его адреса роются в городских справочниках, а затем обзванивают гостиницы, выясняя наконец, что Теодор Эллисон зарегистрирован в гостинице «Ридженси», и Тед, наконец, возвращается в свой номер.
Тем временем Бреннер арестовывает Ренника, который сообщает инспектору, что слышал, как Мейтленд угрожал Диллингу. Инспектор вместе с Ренником и Хейли находит Мейтленда в номере Барбары Борден. Хейли высказывает предположение, что Диллинга убил Мейтланд из ревности, так как, вероятно, увидел у него любовные письма, подписанные Баббс, а за этим прозвищем скрывается Барбара Борден. Мейтланд объясняет, что Барбара сказала, что Диллинг к ней приставал, и актёр пришёл к нему с требованием прекратить это и даже угрожал ему. Однако, когда Мейтланд узнал об убийстве, то побоялся рассказать о своей ссоре с Диллингом полиции. Чтобы остановить задержание Мейтланда, Барбара говорит, что слышала, как за кулисами во время спектакля Диллинг проклинал человека по имени Эллисон, на встречу с которым направляется в «Ридженси». Хейли незаметно выясняет гостиничный номер Эллисона и направляется туда. Тем временем в своём чемодане Тед находит письмо от матери Тенни, в котором та передаёт ему полномочия на ведение всех дел в отношении пьесы своего сына «Кураж в два часа». В этот момент в номере появляется Хейли, угрожая разоблачить Эллисона, и между двумя мужчинами начинается драка. Услышав шум в номере наверху, Бреннер и его люди направляются туда. Однако в номере инспектор обнаруживает только лежащего Хейли, который сообщает, что Кларенс Смит и Тед Эллисон — это одно и то же лицо. Тем временем Тед навещает Пэтти, сообщая, что отправляется в дом Диллинга, чтобы добыть рукопись пьесы «Кураж в два часа». После этого Бреннер со своими людьми врывается в дом Пэтти, заявляя, что ему всё о ней известно.
Между тем, Тед через окно забирается в дом Диллинга, где находит рукопись пьесы Тенни, в которой содержатся слова : «если не прекратишь, то кое-кто может и пульнуть в тебя пару раз». В этот момент открывается дверь, и кто-то стреляет в Теда из револьвера, раня его в голову. Стрелявший похищает рукопись, а раненый Тед, приходя себя, вдруг вспоминает, как обвинил Диллинга в том, что тот украл и присвоил себе пьесу Тенни. После того, как Тед пригрозил Диллингу судом, тот попытался откупиться от него, предлагая 500 долларов. В этот момент, услышав шум, Диллинг вышел в соседнюю комнату, где раздался выстрел. Выбежав на звук выстрела, Тед увидел лежащего на полу Диллинга, после чего получил удар по голове. Воспоминание Теда заканчивается, он приходит в себя и встаёт с пола. В этот момент в квартире появляется полицейский, который препровождает Теда к Бреннеру.
Тед сообщает Бреннеру, что не убивал Диллинга, а лишь читал ему пьесу, и именно реплику из пьесы услышал дворецкий. Далее Тед заявляет, что Эванс не писал пьесу, а украл её, и Диллинг знал об этом и потому брал половину авторских себе. Бреннер решает проверить эту версию и направляется к Эвансу. Эллисон обвиняет Эванса в том, что тот присвоил себе пьесу Тенни, сменив лишь название с «Куража в два часа» на «Угрозу», и Диллинг знал об этом, забирая себе половину авторского гонорара. Тед предполагает, что Эванс хотел прекратить шантаж со стороны Диллинга, и потому попытался выкрасть из квартиры последнюю подписанную Тенни рукопись пьесы, а когда это не удалось, Эванс убил Диллинга.
Бреннер собирается доставить Эванса в участок, и когда тот выходит в соседнюю комнату за своим пальто, оттуда доносится звук выстрела. Вбежав в комнату, полицейские видят, что Эванс застрелен, а рядом с телом лежит пистолет. Первоначально возникает версия о самоубийстве, однако при осмотре оружия выясняется, что из него не стреляли, и соответственно Эванса кто-то застрелил. Бреннер и Тед бросаются за преступником по балкону, и в этот момент в одном из соседних номеров раздаются выстрелы. Когда стрельба прекращается, полиция врывается в номер, обнаруживая смертельно раненую Барбару Борден. Барбара сознаётся в том, что это она убила Диллинга, потому что он шантажировал её старыми любовными письмами, угрожая расстроить её брак с Мейтландом, которого она любила. А только что она застрелила Эванса, который был свидетелем того, как она убила Диллинга. После того, как все преступления раскрыты и его доброе имя восстановлено, Тед женится на Пэтти.

## В ролях
- Том Конуэй — Мужчина, Тед «Степ» Эллисон
- Энн Разерфорд — Пэтти Митчелл
- Ричард Лейн — Эл Хейли
- Лестер Мэтьюз — Марк Эванс
- Роланд Дрю — Стив Мейтланд
- Эмори Парнелл — инспектор Билл Бреннер
- Джейн Грир — Хелен Картер
- Джин Брукс — Барбара Борден

## Создатели фильма и исполнители главных ролей
Как отмечает историк кино Ричард Стейнер, это «первая режиссёрская работа Энтони Манна на студии RKO Pictures». Быстро сделав быстро на RKO «этот фильм и мюзикл „Пой по дороге домой“ (1945), Манн вернулся на более знакомую студию Republic Studios. Вскоре режиссёр сделает на Republic блестящий низкобюджетный фильм „Странное воплощение“ (1946)»,, за которым последовали такие признанные нуарные триллеры, как «Агенты казначейства» (1947), «Он бродил по ночам» (1948) и «Грязная сделка» (1948).
До этой картины Том Конуэй был известен ролями в таких фильмах, как «Люди-кошки» (1942), «Убийство на Центральном вокзале» (1942), «Я гуляла с зомби» (1943) и «Седьмая жертва» (1943), а также по исполнению роли частного детектива по прозвищу Сокол в десяти фильмах в период 1942—1946 годов.
Энн Разерфорд известна ролью сестры Скарлетт О’Хары в фильме «Унесённые ветром» (1939), а также по таким фильмам, как детективные комедии «Свист в темноте» (1941), «Свист на Юге» (1942) и «Свист в Бруклине» (1943), мюзикл «Жёны оркестрантов» (1942), а также по двенадцати комедиям про Энди Харди 1937—1942 годов, где у неё была постоянная роль Полли Бенедикт.
Эта картина стала дебютной для Джейн Грир, которая указана в титрах под своим настоящим именем Беттиджейн Грир (англ. Bettejane Greer), Позднее Грир стала известна по главным ролям в таких фильмах нуар, как «Из прошлого» (1947), «Мне не поверят» (1947) и «Большой обман» (1949).

## История создания фильма
Эта картина является ремейком фильма 1936 года «Двое в темноте», который был поставлен на студии RKO Pictures по роману 1934 года американского писателя Джелетта Бёрджесса (англ. Gelett Burgess) «Кураж в два часа». Режиссёром фильма 1936 года был Бенджамин Столофф (англ. Ben Stoloff), который при создании этого фильма сменил кресло режиссёра на должность продюсера.
Фильм вышел в прокат 13 апреля 1945 года.

## Оценка фильма критикой
После выхода фильма на экраны рецензент «Нью-Йорк Таймс» оценил его как «скромный маленький предмет второсортного кинематографического развлечения, в котором мистер Конуэй испытывает некоторые трудности с доказательством своей невиновности». Как далее пишет автор статьи, «комичное положение джентльмена, который не может вспомнить, кто он такой, но имеет тайное подозрение, что он, возможно, убил человека, — это несколько странное осложнение, из которого вытекает минимум юмора».
Современный историк кино Ричард Стейнер отмечает, что это «один из наименее значимых фильмов в карьере Манна, но всё равно он заслуживает просмотра». По словам критика, сценарий фильма был «ничем не примечательным гибридом — наполовину комедией, наполовину фильмом нуар. Ему не хватало энергии других фильмов категории В, которая студия выпускала в то время». Вместе с тем, по мнению Стейнера, в этом фильме «есть проблески величия Манна как стилиста». Очевидно, что этот «фильм сделан рукой мастера, явно ограниченного в возможности раскрыть свои истинные выразительные способности», вскоре нашедшие у него прекрасное воплощение в таких фильмах, как «Агенты казначейства» (1948), «Грязная сделка» (1948), «Отчаянный» (1947) и «Высокая цель» (1951).
Как пишет критик, фильм, в частности, «содержит такие многообещающие моменты, как загадочный вступительный эпизод и некоторые достаточно хорошие моменты монтажа в ключевом эпизоде флэшбека — но очевидно, что режиссер только начинал думать о том, как визуально подать суровые и жёсткие моменты» в своих картинах. По мнению Стейнера, «Манн никогда не имел дела с комедийным сценарием; это просто „было не его“ (свидетельством чего стал его ужасный „Пой свой путь домой“ (1945)). И в этой картине комедия трещит по всем швам». Но, тем не менее, заключает Стейнер, «смотреть этот фильм забавно, и если не обращать внимания на некоторые неубедительные диалоги, здесь есть очаги настоящего наслаждения, когда вы наблюдаете, как режиссер играет со сценами, явно флиртуя с кинокамерой и пытаясь обнаружить, какие возможности она может открыть».
Современный историк кино Деннис Шварц охарактеризовал картину как «средненький детектив с убийством категории В, который поставил признанный в будущем режиссёр Энтони Манн». По его мнению, «фильм следует в традиции детективов 1930-х годов», он «снят в традиционном стиле и ему не хватает того изящества, которое великий оператор Джон Олтон привнесёт в более изысканные фильмы нуар Манна в конце 1940-х годов». Как пишет Шварц, «большинство сцен происходит в унылых интерьерах, однако один отличный эпизод снят на улице в захватывающем начале, которое могло бы послужить лейтмотивом фильма. Активная камера использует следящую съёмку уличного указателя, угла здания и тела героя, как они видны в темноте, и, таким образом, создается сцена для разворачивания таинственной истории». Критик также отмечает, что «Манн добавил много юмора благодаря использованию живых и энергичных актёров в ролях второго плана, которых не было в оригинальном фильме 1936 года».
Историк кино Спенсер Селби отмечает, что этот фильм рассказывает о «человеке, страдающем амнезией и обвинённом в убийстве, который ищет правду с помощью девушки». Невысоко оценивший картину современный историк кино Майк Кини полагает, что «жалкие попытки фильма использовать юмор полностью проваливаются». По его мнению, «единственная достойная внимания вещь в этом ремейке фильма „Двое в темноте“ (1936) — это то, что в этом фильме свою первую роль сыграла Джейн Грир, указанная в титрах под своим настоящим именем Беттиджейн Грир» .

## Оценка актёрской игры
Как отмечает Роберт Стейнер, в этом фильме «Том Конуэй проводит значительное время на экране, убедительно выступая в роли детектива, напоминающего его персонажа Сокола, а Энн Разерфорд, которая в основном выпадает из сюжета во второй половине фильма, вынуждена произносить реплики в диапазоне от жалких острот до приступов ревности, но все ещё способна показать жилку очарования». С другой стороны, «Джин Брукс едва не затмевает всех со всего несколькими сценами, источая психопатическое чувство вины», а Джейн Грир проносится по экрану как комета — сияющая, убедительная «другая женщина», которая «оставляет острый след в каждой своей сцене». Шварц также обращает внимание на «молодую Джейн Грир, которая играет светскую тусовщицу». Майкл Кини добавляет, что «Лестер Мэтьюз играет драматурга и друга Конуэя, Дик Лейн — глупого репортёра, а Эмори Парнелл — не менее глупого детектива по расследованию убийств».